# Dow Jones & Company
Dow Jones & Company er et amerikansk forlag grundlagt i 1882 af tre journalister: Charles Dow, Edward Jones og Charles Bergstresser. Forlagets flagskibspublikation er The Wall Street Journal, et dagblad, der hovedsagelig dækker amerikansk og internationalt erhvervsstof. 
Selskabet udarbejder tillige flere vigtige aktieindeks, herunder Dow Jones Industrial Average, Dow Jones Transportation Average og Dow Jones Utility Average.
Dow Jones blev den 1. august 2007 opkøbt af News Corporation for 5 milliarder USD. I forbindelse med opdelingen af News Corporation er selskabet overtaget af News Corp.

## Eksterne links
- Officiel hjemmeside Arkiveret 15. februar 2016 hos  Wayback Machine